# غراسي جولد
غراسي جولد (بالإنجليزية: Gracie Gold) هي متزلجة فنية أمريكية، ولدت في 17 أغسطس 1995 في نيوتن في الولايات المتحدة.

## وصلات خارجية
- الموقع الرسمي
- غراسي جولد على موقع الاتحاد الدولي للتزلج (الإنجليزية)
- غراسي جولد على موقع اللجنة الأولمبية الدولية (الإنجليزية)
- غراسي جولد على موقع أوليمبيديا (الإنجليزية)
- غراسي جولد على موقع اللجنة الأولمبية والبارالمبية الأمريكية (الإنجليزية)